# Campionato europeo femminile under 19 di pallavolo 1977
Il Campionato europeo femminile under 19 di pallavolo 1977 si è svolto dal 5 al 12 agosto 1977 a Belgrado, in Jugoslavia. Al torneo hanno partecipato 12 squadre nazionali europee e la vittoria finale è andata per la sesta volta consecutiva all'Unione Sovietica.

## Gironi
Dopo la prima fase a gironi, le prime due classificate di ogni girone hanno acceduto alle semifinali per il primo posto, la terza e la quarta classificata di ogni girone hanno acceduto alle semifinali per il quinto posto e le ultime due classificate di ogni girone hanno acceduto alle semifinali per il nono posto.
| Girone A                                                     | Girone B                                                               |
| ------------------------------------------------------------ | ---------------------------------------------------------------------- |
| Bulgaria Germania Est Jugoslavia Paesi Bassi Polonia Turchia | Cecoslovacchia Germania Ovest Italia Romania Ungheria Unione Sovietica |

## Fase finale

### Finali 1º e 3º posto
|  | Semifinali       | Semifinali       | Semifinali     |                |                  | 1º/2º posto      | 1º/2º posto  | 1º/2º posto |  |
|  |                  |                  |                |                |                  |                  |              |             |  |
|  | Unione Sovietica | Unione Sovietica | 3              |                |                  |                  |              |             |  |
|  | Unione Sovietica | Unione Sovietica | 3              |                |                  |                  |              |             |  |
|  | Polonia          | Polonia          | 1              |                |                  |                  |              |             |  |
|  | Polonia          | Polonia          | 1              |                | Unione Sovietica | Unione Sovietica | 3            |             |  |
|  |                  |                  |                |                | Unione Sovietica | Unione Sovietica | 3            |             |  |
|  |                  |                  | Cecoslovacchia | Cecoslovacchia | 2                |                  |              |             |  |
|  | Cecoslovacchia   | Cecoslovacchia   | Cecoslovacchia | Cecoslovacchia | 2                | 3                |              |             |  |
|  | Cecoslovacchia   | Cecoslovacchia   |                |                |                  | 3                |              |             |  |
|  | Germania Est     | Germania Est     | 0              |                |                  | 3º/4º posto      | 3º/4º posto  | 3º/4º posto |  |
|  | Germania Est     | Germania Est     | 0              |                |                  |                  |              |             |  |
|  |                  |                  |                |                |                  |                  |              |             |  |
|  |                  |                  |                |                |                  | Germania Est     | Germania Est | 3           |  |
|  |                  |                  |                |                |                  | Germania Est     | Germania Est | 3           |  |
|  |                  |                  |                |                |                  | Polonia          | Polonia      | 1           |  |

### Finali 5º e 7º posto
|  | Semifinali | Semifinali | Semifinali |        |          | 5º/6º posto | 5º/6º posto | 5º/6º posto |  |
|  |            |            |            |        |          |             |             |             |  |
|  | Italia     | Italia     | 3          |        |          |             |             |             |  |
|  | Italia     | Italia     | 3          |        |          |             |             |             |  |
|  | Jugoslavia | Jugoslavia | 2          |        |          |             |             |             |  |
|  | Jugoslavia | Jugoslavia | 2          |        | Ungheria | Ungheria    | 3           |             |  |
|  |            |            |            |        | Ungheria | Ungheria    | 3           |             |  |
|  |            |            | Italia     | Italia | 1        |             |             |             |  |
|  | Ungheria   | Ungheria   | Italia     | Italia | 1        | 3           |             |             |  |
|  | Ungheria   | Ungheria   |            |        |          | 3           |             |             |  |
|  | Bulgaria   | Bulgaria   | 2          |        |          | 7º/8º posto | 7º/8º posto | 7º/8º posto |  |
|  | Bulgaria   | Bulgaria   | 2          |        |          |             |             |             |  |
|  |            |            |            |        |          |             |             |             |  |
|  |            |            |            |        |          | Jugoslavia  | Jugoslavia  | 3           |  |
|  |            |            |            |        |          | Jugoslavia  | Jugoslavia  | 3           |  |
|  |            |            |            |        |          | Bulgaria    | Bulgaria    | 2           |  |

### Finali 9º e 11º posto
|  | Semifinali     | Semifinali     | Semifinali |         |             | 9º/10º posto   | 9º/10º posto   | 9º/10º posto  |  |
|  |                |                |            |         |             |                |                |               |  |
|  | Paesi Bassi    | Paesi Bassi    | 3          |         |             |                |                |               |  |
|  | Paesi Bassi    | Paesi Bassi    | 3          |         |             |                |                |               |  |
|  | Germania Ovest | Germania Ovest | 2          |         |             |                |                |               |  |
|  | Germania Ovest | Germania Ovest | 2          |         | Paesi Bassi | Paesi Bassi    | 3              |               |  |
|  |                |                |            |         | Paesi Bassi | Paesi Bassi    | 3              |               |  |
|  |                |                | Romania    | Romania | 2           |                |                |               |  |
|  | Romania        | Romania        | Romania    | Romania | 2           | 3              |                |               |  |
|  | Romania        | Romania        |            |         |             | 3              |                |               |  |
|  | Turchia        | Turchia        | 0          |         |             | 11º/12º posto  | 11º/12º posto  | 11º/12º posto |  |
|  | Turchia        | Turchia        | 0          |         |             |                |                |               |  |
|  |                |                |            |         |             |                |                |               |  |
|  |                |                |            |         |             | Turchia        | Turchia        | 3             |  |
|  |                |                |            |         |             | Turchia        | Turchia        | 3             |  |
|  |                |                |            |         |             | Germania Ovest | Germania Ovest | 2             |  |

## Classifica finale
| Classifica | Squadre          |
| ---------- | ---------------- |
|            | Unione Sovietica |
|            | Cecoslovacchia   |
|            | Germania Est     |
| 4          | Polonia          |
| 5          | Ungheria         |
| 6          | Italia           |
| 7          | Jugoslavia       |
| 8          | Bulgaria         |
| 9          | Paesi Bassi      |
| 10         | Romania          |
| 11         | Turchia          |
| 12         | Germania Ovest   |